# Manganobadalovita
La manganobadalovita és un mineral de la classe dels fosfats que pertany al supergrup de l'al·luaudita.

## Característiques
La manganobadalovita és un arsenat de fórmula química NaNaMn(MgFe3+)(AsO₄)₃. Va ser aprovada com a espècie vàlida per l'Associació Mineralògica Internacional l'any 2020, i encara resta pendent de publicació. Cristal·litza en el sistema monoclínic.
L'exemplar que va servir per a determinar l'espècie, el que es coneix com a material tipus, es troba conservat a les col·leccions del Museu Mineralògic Fersmann, de l'Acadèmia de Ciències de Rússia, a Moscou (Rússia), amb el número de registre: 5487/1.

## Formació i jaciments
Va ser descoberta a Rússia, concretament a la fumarola Arsenàtnaia del volcà Tolbàtxik, al krai de Kamtxatka, l'únic indret de tot el planeta on ha estat descrita aquesta espècie mineral.